# Río Cebollatí
El Cebollatí es uno de los ríos más largos del Uruguay, con un curso de 235 km.

## Generalidades
Nace en la Cuchilla Grande, en el departamento de Lavalleja y desemboca en la Laguna Merín. Es el límite entre los departamentos de Rocha y Treinta y Tres y es navegable por barcos de escaso calado desde la desembocadura de uno de sus afluentes, el río Olimar, hasta la laguna Merín donde desemboca.

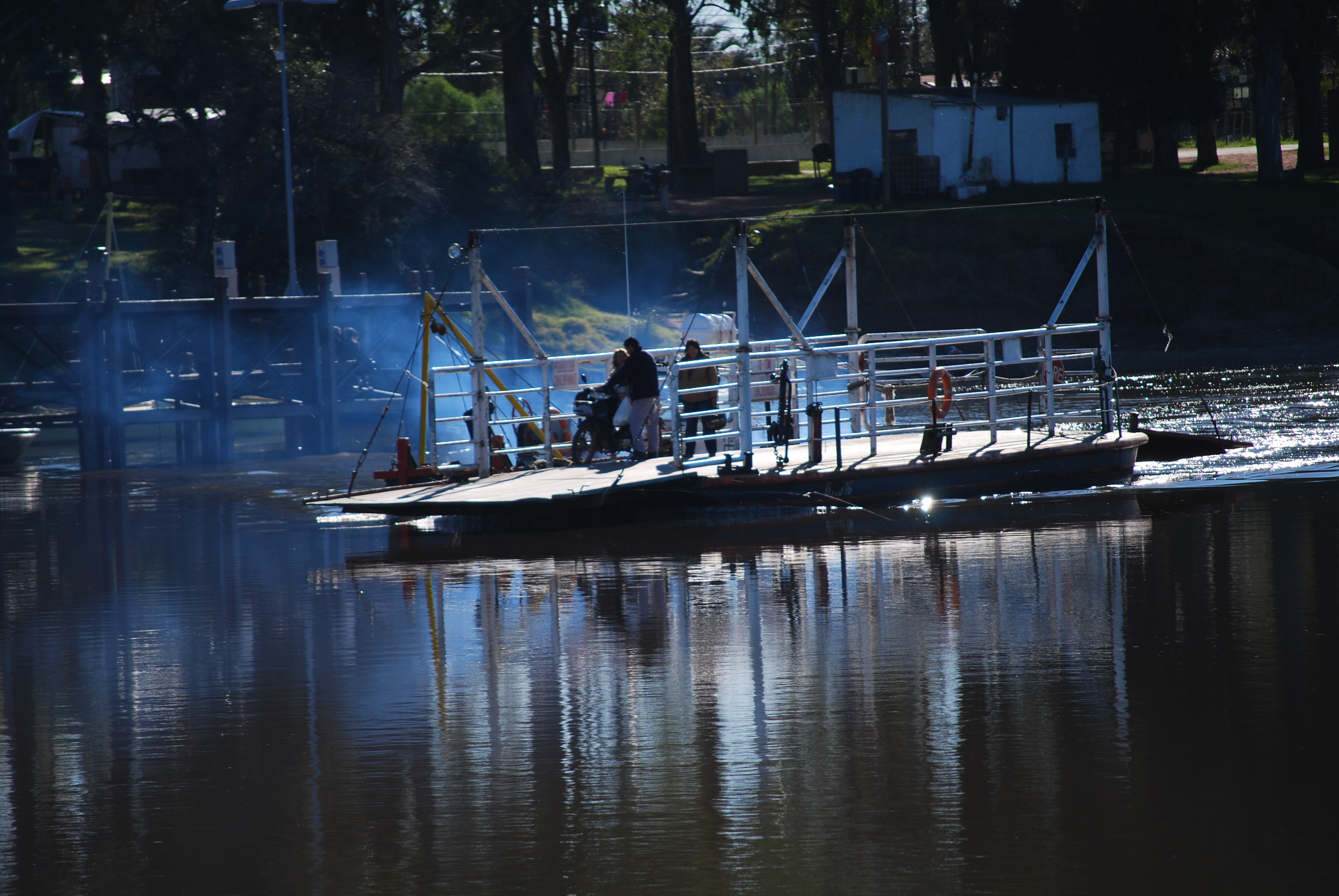
Balsa que unío los Pueblos Cebollatí y La Charqueada entre 2009 y 2023

En octubre de 2009 se habilita un servicio gratuito de balsa para cruzar el río Cebollatí de La Charqueada (Departamento de Treinta y Tres) al Cebollatí (Uruguay) (Departamento de Rocha), construida por la Dirección Nacional de Hidrografía de Uruguay, que operó hasta el año 2023, cuando se inauguró el puente de la Ruta 91. 